# Equity crowdfunding
L'equity crowdfunding (o equity-based crowdfunding) è una forma di crowdfunding (finanziamento partecipativo), operata attraverso piattaforme online, in cui, a fronte di un investimento anche di modesta entità, l'azienda oggetto della campagna di raccolta di capitali riconosce all'investitore un titolo di partecipazione della società stessa.

## Funzionamento
Un'azienda si presenta online sulle piattaforme apposite, spiega i suoi obiettivi e fissa il target di raccolta che dovrà essere raggiunto entro la fine della campagna. Secondo dati dell’Osservatorio Crowdinvesting del Politecnico di Milano, l’obiettivo medio di raccolta è di 218368 €.

## Regolamentazione

### Italia
Nel 2013 l'Italia è stata il primo paese dell'Unione Europea a dotarsi di un regolamento per la raccolta di capitali tramite piattaforme on-line. Nell'ambito della normativa italiana l'investitore, a fronte del suo investimento, riceve quote societarie nel caso in cui la campagna sia lanciata da una società a responsabilità limitata oppure azioni nel caso di una società per azioni.
Con la legge di bilancio del 2017, il governo Renzi stabilì che tutte le piccole e medie imprese potessero accedere alla possibilità di raccolta di capitali tramite portali online.
In ambito sportivo, campagne di equity crowdfunding vengono spesso erroneamente confuse con il concetto di «azionariato popolare», sebbene spesso non ne possiedano i requisiti fondamentali.
Il 7 ottobre 2020 il Parlamento Europeo ha approvato in via definitiva il Regolamento UE 2020/1503 relativo ai fornitori europei di servizi di crowdfunding per le imprese  (ECSP), entrato in vigore il 10 novembre 2021. Dal 10 novembre 2023, al termine di un periodo di transizione, il regolamento ECSP ha soppiantato definitivamente il regolamento nazionale.